# 宝洁

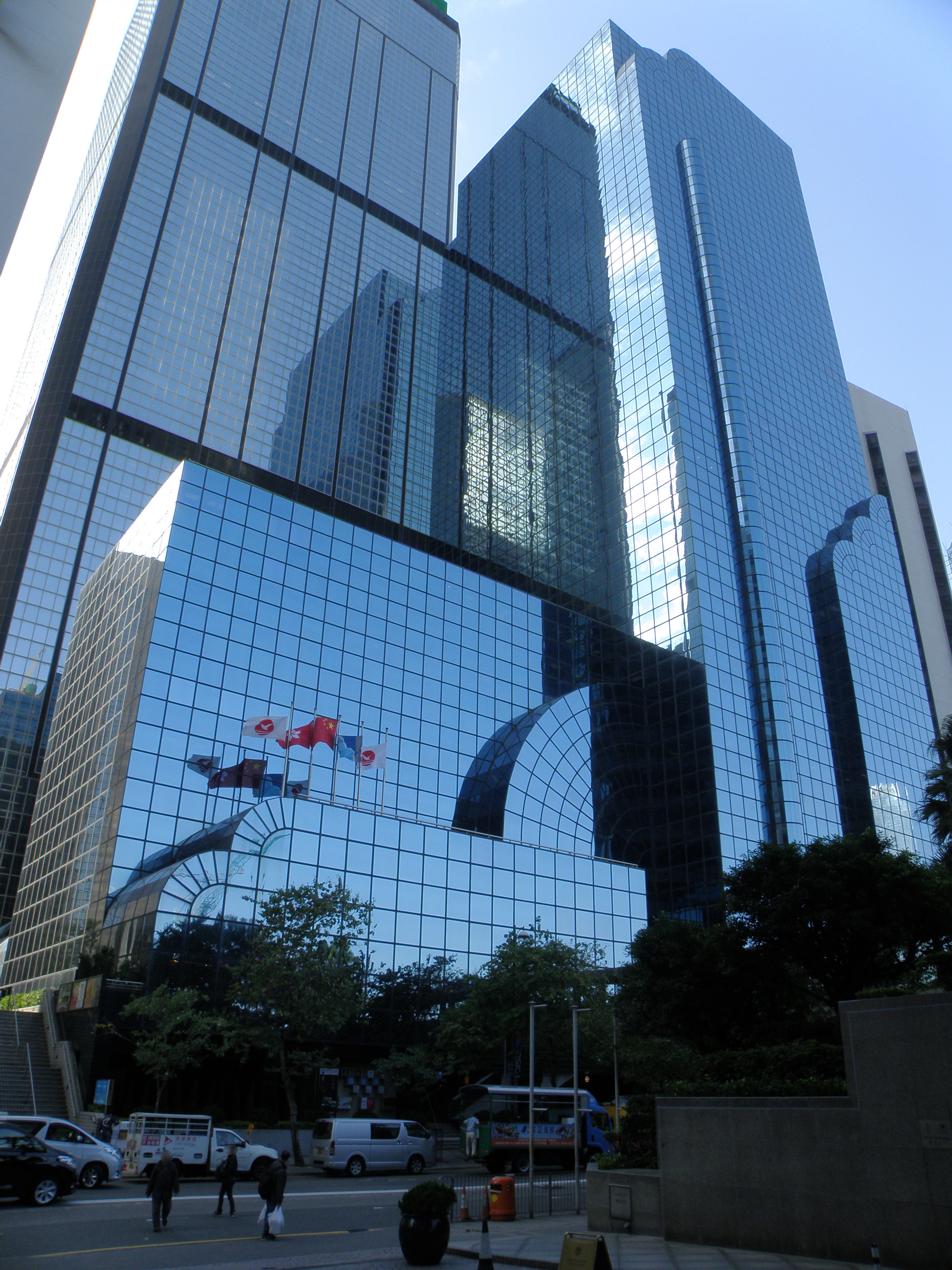
P&G香港的辦事處設於灣仔瑞安中心

寶潔（英語：Procter & Gamble，簡稱）是源自美國的跨國消費日用品公司，也是目前全球最大的日用品生產商之一。總部位於美國俄亥俄州辛辛那提，全球員工近140,000人。主要產品為清潔劑、個人護理用品、寵物食品等。
2012年，寶潔銷售額為836.8億美元。財富雜誌稱其為財富500强中第十大最受讚譽的公司。寶潔是2012年倫敦奧運的贊助商。

## 歷史
蠟燭製造者威廉·普羅克特，和肥皂製造者詹姆斯·甘布林，分別來自英格蘭和愛爾蘭。他們最初定居在辛辛那提，由於與一對姐妹奧莉薇·諾里斯和伊莉莎白·諾里斯的婚姻，導致了他們的初識。他們的岳父亞歷山大·諾里斯建議他的兩位女婿成為業務合作夥伴。於是在1837年10月31日，寶僑公司誕生了。
1858年至1859年間，銷售額達到100萬美元。當時約80名員工在寶僑公司工作。美國南北戰爭期間，公司贏得合約，為聯盟軍隊提供肥皂和蠟燭。除了在戰爭期間所經歷的利潤增加，軍事合同更向來自全國各地的士兵見識了寶僑公司的產品。
在19世紀80年代，寶僑開始向市場推出一種新產品，一種能浮在水面上的廉價香皂。該公司稱其為「象牙香皂」（Ivory）。威廉·普羅克特的孫子，威廉·阿內特·普羅克特，在1887年啟動了一項公司員工獲利分配的計畫。他正確的假設，藉由讓工人持有該公司的股份，他們就不太可能會輕易罷工。
由於對產品的需求已經超越辛辛那提設施的能力，該公司開始在美國其他地區建立工廠。該公司的領導人開始讓產品更多元化，並於1911年，開始生產克里思可（Crisco），由棉花籽油混合棉花籽硬酯所組成的實用酥油。20世紀20與30年代，由於無線電普及與流行，寶僑還贊助了多個電臺節目。因此，這些節目往往成為俗稱的“肥皂劇”。
公司其後在其他國家建廠，也將產品的生產與銷售外移，並在1930年收購總部位於英國的湯瑪斯·韓德利公司（Thomas Hedley Co.），成為國際化的公司。本次收購後，寶僑公司與英格蘭東北部保持著密切聯繫。隨著時間的推移，寶僑推出許多新產品和品牌，並且開始涉足新的領域。寶僑在1946年推出“汰漬”（Tide）洗衣粉，在1947年推出“普瑞爾”（Prell）洗髮水。在1955年，寶僑公司開始銷售第一支含有氟化物的牙膏“佳潔士”（Crest）。1957年，該公司再次收購了Charmin紙廠，並開始生產衛生紙等紙製品。寶僑公司再次聚焦洗衣用品行業，開始於1960年推出“唐尼”（Downy）衣物柔軟精，並於1972年推出“幫斯”（Bounce）衣物柔軟精。市場上最具革命性的產品之一是該公司的“幫寶適”（Pampers），於1961年首次試銷售。在此之前拋棄式紙尿布仍不流行，雖然嬌生公司開發了一種名為“喬絲”（Chux），嬰兒卻仍總是穿布尿布，其實是因為這種尿布會滲漏、不合身、還可能破掉。幫寶適提供了一個方便的選擇，但卻增加了更多的垃圾處理需要的環境成本。
寶僑公司收購了其他一些公司，多元化的產品線和利潤顯著增加。這些收購包括福吉世咖啡（Folgers）、諾威治伊登製藥（Pepto-Bismol的生產者）、李查森－維克斯（Richardson-Vicks）、諾賽爾（Noxell）的樂爽（Noxzema）、Shulton公司的Old Spice、蜜斯佛陀（Max Factor）與愛慕思（Iams）公司等等。1994年，寶僑利率衍伸商品槓桿頭寸的龐大損失，鬧上了新聞頭條，並隨後起訴信孚銀行；在法庭上作證的情事讓他們的公司管理陷入模糊地帶。1996年，寶僑公司再次成為頭條新聞，美國食品和藥物管理局批准了由該公司開發的一項新產品Olestra。其品牌又被稱為「Olean」，Olestra是一種低卡路里的替代品，替代掉洋芋片與其他零食等的脂肪。
寶僑公司在整個歷史上已經大大擴展，但其總部仍在辛辛那提。
2005年1月，寶僑宣佈收購吉列，成為全球最大的消費品公司（聯合利華第二）。寶僑增加了品牌，如吉列剃刀、金霸王、博朗與Oral-B。此次收購是由歐洲聯盟和聯邦貿易委員會批准，條件是剝離一些重覆的品牌。於是寶僑公司同意將其電動牙刷品牌「SpinRush」與其業務轉售給“切遲杜威”（Church & Dwight）公司。它還出售吉列的口腔護理牙膏品牌「Rembrandt」。除臭劑品牌「Right Guard」、「Soft&Dri」與「Dry Idea」出售給代爾企業（Dial Corporation）。該公司於2005年10月1日正式合併。「Liquid Paper」、吉列文具事業部、「比百美文具」（Paper Mate）出售給公司。2008年，寶僑還跨足唱片業，贊助「TAG Body Spray」旗下的「Tag Records」。
寶僑公司在眾多類別消費產品所佔有的主導地位，使得其品牌管理的決定值得研究。例如，寶僑公司的決策者必須考慮到，其併購行動可能侵佔到其旗下另一品牌的市場。
2007年3月12日，寶僑將“得寶”（Tempo）面巾紙業務出售給瑞典愛生雅集團。此項交易包括出售製造資產、寶僑在歐洲和香港的得寶（Tempo）品牌以及 Charmin 和 Bounty 商標在歐洲的特許經營權。
2009年8月24日，愛爾蘭製藥公司「華納奇考特」（Warner Chilcott）宣佈其以31億美元的金額，併購了寶僑旗下處方藥部門。
2009年12月14日，寶僑與美國莎莉集團（Sara Lee Corporation）簽署了一份有約束力的要約，以3.2億歐元（4.7億美元）收購香必飄（Ambi Pur）品牌。根據要約條款，寶僑將收購香必飄及在西歐和亞洲市場占據有力地位的數個衛生間護理品牌。香必飄是領先全球的空氣護理品牌，業務遍及80個國家。
2012年，寶僑將旗下品牌「品客洋芋片」的休閒食品業務，出售給（Kellogg's），並正式退出食品業務。在此之前，寶僑還將旗下的「Jif花生醬」與福吉世咖啡單獨賣給斯馬克公司（The J. M. Smucker Company）。
2014年4月10日，寶僑以現金29億美元（約226.2億港元），出售旗下寵物食品分支的8成業務予瑪氏食品（Mars Inc.），瑪氏食品會向寶僑收購Iams、Eukanuba和Natura 3個寵物食物品牌，在北美、拉丁美洲，以及其他數個市場的業務。上述業務相當於寶僑全球寵物食品業務收入的8成。根據協議，Mars擁有寶僑在另外數個國家的寵物食品業務的認購權。」
2014年10月29日，寶僑出售所持南孚電池的全部股權（78.775%）給私有資產基金管理機構鼎暉投資，徹底退出電池行業。
2014年11月13日，波克夏·哈薩威公司以17億美元現金，及所擁有的價值47億美元的寶僑股票，合共64億美元（約496億港元）向寶僑收購金霸王電池業務。
2015年7月10日 - 法國化粧品與香水生產商Coty 同意，以125億美元(975億港元)代價，收購寶僑旗下43 個化粧品、香水與美髮品牌。其中包括Wella Professionals, Sebastian Professional, Clairol Professional, Sassoon Professional, Nioxin, SP (System Professional), Koleston, Soft Color, Color Charm, Wellaton, Natural Instincts, Nice & Easy, VS Salonist, VS ProSeries Color, Londa/Kadus, Miss Clairol, L’image, Bellady, Blondor, Welloxon, Shockwaves, New Wave, Design, Silvikrin, Wellaflex, Forte, Wella Styling, Wella Trend, Balsam Color, Hugo Boss, Dolce & Gabbana, Gucci, Lacoste, bruno banani, Christina Aguilera, Escada, Gabriela Sabatini, James Bond 007, Mexx, Stella McCartney, Alexander McQueen, 蜜絲佛陀（MaxFactor） 和Covergirl。寶僑將持有合併後新公司52%股份（4.13億股）。
2018年2月9日，公司收購新西蘭天然皮膚護理品牌 Snowberry，具體交易條款未披露。
2018年4月19日，寶僑以約34億歐羅(約42億美元)的現金價格，收購德國默克集團(Merck)的全球消費者保健業務。
2018年4月19日，寶僑終止與以色列TevaPharmaceutical Industries的消費者醫療合資企業PGT Healthcare，7月1日生效。
2018年7月3日，寶僑收購芝加哥乾洗初創公司Pressbox。
2018年7月22日，寶僑以2.5億美元收購美國敏感肌膚修復品牌First Aid Beauty。
2019年2月7日，寶僑以超過1億美金收購美國增長最快的女性健康用品公司This is L.。

## 公司标识
第一版公司标识启用于1882年，由星星和月亮组成，
第二版公司标识启用于2003年，使用纯字体P&G标志。

## 品牌
以旗帜标注的为销售的国家及地区：-中国大陆；-香港；-臺灣。在北美、欧洲销售的产品请访问宝洁公司品牌列表。
- （Olay）
- SK-II
- 东方季道[8]
- 潘婷（Pantene）
- 飛柔
- 沙宣（Vidal Sassoon）
- 可麗柔（Clairol）
- 吉列公司（Gillette）
  - 吉列威锋（Gillette Vector）
  - 吉列锋速3（Gillette ）
  - 吉列锋隐（Gillette ）
- 百靈（Braun）
  - 欧乐-B（Oral-B）
- 舒肤佳（Safeguard）
- （Crest）
- 护舒宝（Whisper）
- 汰漬
- 碧浪（Ariel）
- 帮宝适（Pampers）
- 香必飘（Ambi Pur）
- 当妮（Downy） / 蘭諾（Lenor）
- 朵朵（Naturella）
- 风倍清（Febreze）
- 丹碧丝（Tampax）

## 華人社會發展
寶僑在兩岸三地均設有子公司，中国大陆為寶潔（中国）有限公司，香港為寶潔香港有限公司，臺灣為寶僑家品股份有限公司。

### 宝洁大中華
1987至90年間，寶潔在香港成立大中華總部，其大中華總部位於灣仔港灣道6至8號瑞安中心9樓。
1988年，宝洁公司在广州成立了它在中国大陆的第一家合资企业——广州寶潔有限公司，寶潔公司与和记黄埔（中国）有限公司（和黄中国）分别持有69.25%和30.75%股权。从此开始了寶潔投资中国市场的历程。广州寶潔主要在中国内地经营消费产品业务，包括一系列护肤品、护发用品、肥皂、清洁剂、护齿用品和纸制品。
1997年，宝洁公司与和黄中国达成协议，和黄中国出售广州寶潔10.75%的股权给寶潔一家附属公司以增加寶潔的持股量；和黄中国并同意授予寶潔认购权，使寶潔可购入和黄中国所持的广州寶潔剩下的20%股权。同时和記黃埔、和黄中国与寶潔国际签署了不竞争协议。
2004年5月11日，宝洁以20亿美元从和记黄埔（中国）有限公司手中收购其在中国合资企业寶潔和記有限公司20%的股份。

### 寶僑臺灣
1984年，寶鹼公司與南僑化工合資成立臺灣子公司「寶僑家品股份有限公司」，生產一系列女性用品（SK-II、好自在等）、嬰兒用品（幫寶適等）及洗髮洗劑產品（海倫仙度絲、飛柔、潘婷及沙宣等）。1990年，寶鹼基於全球化考量，將南僑化工所持股份全數購回，使「寶僑家品」成為寶鹼的全資子公司；但基於營運便利，繼續沿用「寶僑」做為寶鹼在臺使用的中文名稱。
對於寶鹼公司而言，因為臺灣市場不大，寶僑家品便成為行銷創新的研究室，藉由潘婷與SK-II的商業模式創新，尋找具可複製性的成功模式，創造臺灣在全球市場上的獨特價值。

## 争议和丑闻
虽然是一家为全球服务的日用品公司，但是每年寶僑公司会产生大大小小的争议，这会影响到日化行业和社会各界上。

### 认证丑闻
寶潔中国向全国牙防组及牙防基金支付一千万元至两千万元的赞助费。并不具备产品认证资格的全国牙防组为相关产品违规做出认证，并频频为相关产品做广告。经曝光后，违法的认证被撤销。

### 品质丑闻及後續發展
2006年9月14日，中国国家质检总局证实，广东出入境检验检疫机构从来自日本P&G株式会社蜜丝佛陀公司制造的SK-II品牌系列化妆品中，检出禁用物质铬和钕。寶洁公司从拒绝承认、拒绝下架、接受退货、日本方面出面解释、退出中国市场，经历了数个阶段，其产品质量及危机处理能力受到质疑。
10月23日，国家质检总局、卫生部联合发表声明称，P&G确认在生产过程中未添加铬和钕，产品被检出的铬和钕系原料带入所致。P&G决定在中国恢复销售SK-II产品。质检总局实质上是推翻了自己原先的裁定。因此SK-II可以恢复在中国的销售。

### 字体盗用
2008年5月12日，北大方正电子公司的工作人员在家乐福购买了广州寶潔有限公司生产的飘柔，帮宝适产品。他们认为，这些产品的外包装、产品标识、产品商标、产品广告宣传品上大量使用了“倩体”字库中的字体。经中华人民共和国科技部知识产权事务中心鉴定对比，对应字体完全一样。
因此，北大方正电子公司以侵犯著作权为由，将两家公司起诉至法院，要求广州寶潔立即停止使用并销毁所有带有方正倩体、方正卡通体和方正少儿体字库字体的外包装、产品标识、产品商标、产品广告宣传品，并要求家乐福立即停止销售所有带有上述字库字体的产品，同时连带赔偿经济损失142万元和原告为制止侵权行为支出的合理费用5.8万。但在北京市海澱區人民法院一審判決中败诉，然北大方正电子公司表示將繼續上訴。
2011年4月1日方正诉宝洁案二审在北京市第一中级人民法院开庭。二审法庭终审判决认定被上诉人宝洁公司及家乐福公司实施的行为均不构成侵犯著作权的行为，驳回上诉，维持原判。

### 江苏查获假冒寶僑产品
2009年的4月15日，盐城市的监管部门端掉了一个特大销售假冒伪劣寶僑旗下洗化产品的窝点。包括飘柔、海飞丝、潘婷品牌，总计3000箱。不少包装箱上都贴着蓝色的，印有“中国产品质量电子监管网”字样的条形码标签。执法人员随机在网上查询了一个未使用过的监管码，结果显示：此号码已被多次查询，显然，这个监管标志是假的。

### 商标争议

寶僑公司最初的商标

寶僑的商标起源于1851年，俄亥俄河上的驳船工人在寶僑明星蜡烛的包装箱上，画粗糙的十字来标识这些箱子。后来寶僑改动了此标志来作为商标。商标中显示了一个在月亮中的老年男性注视着13颗星星，以纪念最初的十三个殖民地。
二十世纪八十年代时，有流言称月-星商标是撒旦的标志，公司因此惹来非议。因为在《圣经》中的《启示录》（12:1）中指出：“天上现出大异象。有一个妇人，身披日头，脚踏月亮，头戴十二星的冠冕。”，而寶僑的商标有个在月亮里面的老年男性的脸，且包围着13颗星，故有人声称该标志是嘲笑前述《圣经》中的异象，因此是撒旦的标志。在流动的鬍子和周围圆环交接处的三个卷曲被认为是数字666（野兽的数字）的镜像。而在上下部分卷曲起来的头发被认为是代表了假先知魔鬼公山羊的两个角。
公司行政人员拒绝承认这些流言，而且没有证据将公司与撒旦教堂或者其他已知神秘组织联系起来。安利公司在1995年通过公司语音信箱转发了本流言，因此寶僑起诉了安利公司，但并未胜诉。2007年，美国法院裁决4名安利产品前直销商散布谣言，寶僑公司获得1925万美元赔偿。
寶僑公司在2003年取消月星商标，启用“P&G”纯字体Logo。

### 中毒性休克综合征与卫生棉条
中毒性休克综合征（TSS）是由金黄色葡萄球菌所引起的一种疾病。大多数人的身体中都有这种细菌，其无害且共生于诸如鼻子、皮肤和阴道之类的地方。TSS不仅仅袭击妇女，也可以袭击任何人，但TSS通常与卫生棉条有关联。
1980年报告了814例与月经相关的TSS病例，其中有38例死亡。据记载，在这些病例中的大多数妇女使用了超吸水合成棉条，尤其是寶僑制造的Rely卫生棉条。由于Rely卫生棉条的超级吸水性，一条卫生棉条可以实际上吸收整个生理周期内的所有流量。不像其他卫生棉条使用了棉或人造丝，Rely使用了羧甲基纤维素和聚酯吸收压缩珠。而这些材料导致阴道内流体厚度的增加，从而导致更多毒素的释放。
寶僑在该产品中使用的口号是：“Rely，甚至吸收了担心。”
1980年夏天，美国疾病控制与预防中心发布一份报告中说明了这些细菌的机制是如何导致TSS的。他们同时指出，Rely卫生棉条与TSS之间的关联比任何其他品牌的卫生棉条都要强。1980年9月，寶僑召回在市场上的Rely卫生棉条，并同意提供一个消费者告知方案。80年代之后，TSS病例数显著下降。

### 价格操作
2011年4月，歐盟判定寶僑、聯合利華與漢高三家公司進行卡特爾行為，聯手操作價格，判罰寶僑211.2万欧元，联合利华104万欧元。雖然一開始的判罰金額為高，但在這兩家公司承認有操作價格行為後，罰金則降為原本的90%。而提供相關證據的漢高則判定不罰。

### 动物试验
1999年6月30日，寶僑公司宣布动物试验的产品范围限定到食物和药物产品，而这一部分产品占了其全部产品比重的80%。该公司在替代动物实验方面的开发投资超过3.7亿美元。
寶僑公司的动物试验行为受到善待动物组织的批评。

### 其他
2005年12月，在研究涉及的骨质疏松症药物Actonel的争议在寶僑公司的制药部门参与。案件在媒体的讨论。
2007年10月，在佐治亚州提出集体诉讼声称，许多用户使用该公司生产的漱口水，其活性成分西吡氯铵，造成牙齿染色和他们的味觉丧失。寶僑公司辩称，这些副作用发生在只有3％的消费者。诉讼要求，包括披露警告消费者在产品包装上的这些副作用。

### 虚假广告事件
2015年3月9日，宝洁公司旗下品牌佳洁士，由小S代言的双效炫白牙膏，其广告中的宣传标语“使用佳洁士双效炫白牙膏，只需一天，牙齿真的白了”，被指涉嫌虚假宣传。后经上海市工商局调查，画面中突出显示的美白效果是通过电脑修图软件过度处理生成，并非牙膏的实际使用效果，因此该广告构成虚假宣传。宝洁公司被工商部门罚款603万元人民币，此为中国针对虚假违法广告的最大罚单。随后宝洁公司声明，该广告已于2014年年中停播。
2023年7月29日，河南省市场监管局公布广告监管执法典型案例，其中一条就是“广州宝洁有限公司在其海飞丝去屑洗发露的外包装上发布含有‘受访消费者超过95%依赖海飞丝品牌’等内容化妆品广告，广告使用数据、统计资料、调查结果、文摘、引用语等引证内容未标明出处”。

### 发表涉嫌侮辱女性的文章
2022年3月13日，宝洁会员中心公众号发布的文章引发争议，文中包含“女人脚臭是男人的5倍？不信现在闻一下”、“女人头发比男人脏一倍”、“再爱干净的女人，内裤都比男人脏”等争议性内容。24日，宝洁中国发布声明称，为宝洁会员中心账号近期一篇文章的不当内容对女性的不尊重，郑重道歉。宝洁表示，已经删除这篇文章，并严肃整顿该账号的运营。

### 荧光增白剂事件
2023年6月5日，新浪微博视频号白鹿视频披露舒肤佳香皂含有荧光增白剂，且易残留，引起中国网民对于产品安全的担忧。对此，舒肤佳回应："舒肤佳纯白香皂的配方中为了调节香皂的色泽，添加了微量的调色成分，正常使用不会对皮肤产生影响。产品在上市前都经过严格的安全评估和全面检测，并符合中国有关法律法规对产品质量的要求，是合格合法的产品。"

## 榮譽
2017年
- 《財星》全球最受讚賞公司全明星榜-第19名